# Maathórnofruré
Maathórnofruré („Aki látja Hóruszt és Ré szépségét”; eredeti hettita neve Šauškanu) III. Hattuszilisz hettita király és Puduhepa királyné lánya, II. Ramszesz egyiptomi fáraó felesége.
A hettita hercegnő Ramszesz 34. uralkodási évében érkezett Egyiptomba, hogy házasságával megpecsételje a békét, melyet 13 évvel korábban kötött Egyiptom és Hatti, hosszú háborúskodást lezárva (ez a történelem első fennmaradt békeszerződése). A két esemény közt eltelt idő magyarázatául a házassággal kapcsolatos elhúzódó viták szolgálnak; Puduhepa például egy alkalommal hitetlenkedését fejezi ki afelett, hogy Ramszesznek sürgősen szüksége lenne a hozományra. A hettita udvar ragaszkodott hozzá, hogy a hercegnő ne háremhölgy legyen, hanem főfeleség, ezt a rangot azonban külföldi nők nem kapták meg addig. Maathórnofruré végül valóban nem háremhölgy, hanem nagy királyi hitves lett, a fáraó uralkodása alatt már a hetedik, aki ezt a rangot viselte.
A királynét Ramszesz egyik kolosszusán ábrázolják, valamint az Abu Szimbel-i templomban is, apjával, Hattuszilisszel. Egy lányáról tudunk, Nofruré hercegnőről, aki a Hattuszilisz egy levelében említettek alapján ha fiúnak születik, örökölhette volna a hettita trónt. Maathórnofruré egy ideig a fővárosban, Per-Ramszeszben élt, majd a Merur hárembe vonult vissza (itt Sir Flinders Petrie egy papirusztekercs maradványaira bukkant, melyek a királyné mosni való ruháit említik), és feltehetőleg nem sokkal később meghalt. Ramszesz tíz évvel később Hattuszilisz egy másik lányát, Maathórnofruré húgát is feleségül vette, az ő neve nem maradt fenn.
Ramszesznek ezt a házasságkötését írja le a ma II. Ramszesz házassága néven ismert irodalmi szöveg. Maathórnofrurét a ptolemaida korban keletkezett Bentres-sztélén, egy Ramszesz udvarában játszódó történetben is említik, Nofruré néven.
Címei: Nagy királyi hitves (ḥmt-nỉswt wr.t), A Két Föld asszonya (ḥnwt-t3.wỉ).

## Külső hivatkozások
- The marriage stela of Ramses II Archiválva 2015. szeptember 24-i dátummal a Wayback Machine-ben
- Plakett Maathórnofruré nevével